# قره‌چخور
قره‌چُخور (به ترکی آذربایجانی: Qaraçuxur) شهری در نزدیکی باکو است که عمدتاً جزو حومه شهر باکو محسوب می گردد. این شهر ۷۸٬۷۳۰ نفر جمعیت دارد.
چُخور در ترکی به معنای دره و گودال است و قره به معنی سیاه. واژه چخور برای نمونه در نام‌های چخور سعد و چخورجمعه نیز دیده می‌شود.